# Fahrenberg (Schonwald)
Koordinaten: 48° 9′ 39,2″ N, 8° 30′ 34,7″ O
Das Gebiet Fahrenberg ist ein mit Verordnung vom 5. Juli 1986 durch die Körperschaftsforstdirektion Freiburg ausgewiesener Schonwald (Schutzgebiet-Nummer 200181) in Baden-Württemberg.

## Lage
Das Schutzgebiet befindet sich südwestlich von Flözlingen. Es liegt vollständig im Naturpark Südschwarzwald. Im Westen des Gebiets überschneidet es sich sowohl mit dem Landschaftsschutzgebiet Teufenbachtal als auch mit dem FFH-Gebiet Baar, Eschach und Südostschwarzwald. Es liegt im Gemeindewald Niedereschach auf den Flurstücken 1075 u. 1075/2 Gemarkung Fischbach und umfasst den Dist. IX.

## Vegetation
Im Schonwald kommen laut Waldbiotopkartierung die folgenden Pflanzen vor:
Gemeiner Odermennig, Echter Wundklee, Gewöhnlicher Glatthafer, Hügel-Meier, Fieder-Zwenke, Mittleres Zittergras, Aufrechte Trespe, Rundblättrige Glockenblume, Finger-Segge, Blaugrüne Segge, Berg-Segge, Hirse-Segge, Silberdistel, Golddistel, Echtes Tausendgüldenkraut, Weißes Waldvöglein, Stängellose Kratzdistel, Acker-Kratzdistel, Wollkopf-Kratzdistel, Knollige Kratzdistel, Herbstzeitlose, Maiglöckchen, Geflecktes Knabenkraut, Echter Seidelbast, Wilde Möhre, Stendelwurzen, Zypressen-Wolfsmilch, Warzen-Wolfsmilch, Augentrost, Faulbaum, Gemeine Esche, Echtes Labkraut, Deutscher Ginster, Deutscher Fransenenzian, Gewöhnlicher Fransenenzian, Mücken-Händelwurz, Wohlriechende Händelwurz, Gelbes Sonnenröschen, Echter Wiesenhafer, Gewöhnlicher Hufeisenklee, Gemeiner Wacholder, Acker-Witwenblume, Pyramiden-Schillergras, Gewöhnlicher Liguster,
Purgier-Lein, Großes Zweiblatt, Gewöhnlicher Hornklee, Sichelklee, Gelber Steinklee, Rohr-Pfeifengras, Vogel-Nestwurz, Kriechende Hauhechel, Bienen-Ragwurz, Fliegen-Ragwurz, Oregano, Gemeine Fichte, Kleine Bibernelle, Schwarzkiefer, Waldkiefer, Zweiblättrige Waldhyazinthe, Grünliche Waldhyazinthe, Schopfige Kreuzblume, Gewöhnliche Kreuzblume, Blutwurz, Frühlings-Fingerkraut, Großblütige Braunelle, Schlehdorn, Gewöhnliche Kuhschelle, Kleinblütige Rose, Wiesensalbei, Kleiner Wiesenknopf, Raukenblättriges Greiskraut, Gewöhnliche Wiesensilge, Vogelbeere, Gewöhnlicher Teufelsabbiss, Breitblättriger Thymian, Gewöhnliche Simsenlilie, Mittlerer Klee, Wolliger Schneeball, Raues Veilchen.

## Schutzzweck
Der Schutzzweck des Schonwalds ist gemäß Schutzgebietsverordnung
- die Erhaltung und Pflege der Wacholderheide auf ehemaliger Schafweide;
- Reduktion der Waldbäume und Förderung des Wacholders;
- Aushieb der Fichten-Naturverjüngung und Offenhaltung der bestehenden Bestandeslücken.

## Betreuung
Wissenschaftlich betreut wird der Schonwald durch die Forstliche Versuchs- und Forschungsanstalt Baden-Württemberg (BVA).